# École Týn
 (septembre 2019).
Týnská škola ou école Týn était un lycée médiéval de Prague situé sur la place de la Vieille-Ville, en face de l'Église de Notre-Dame du Týn. L'école était enseignée en latin. Parmi les personnalités célèbres qui ont étudié ici, citons, par exemple, le constructeur Matěj Rejsk (? -1506).

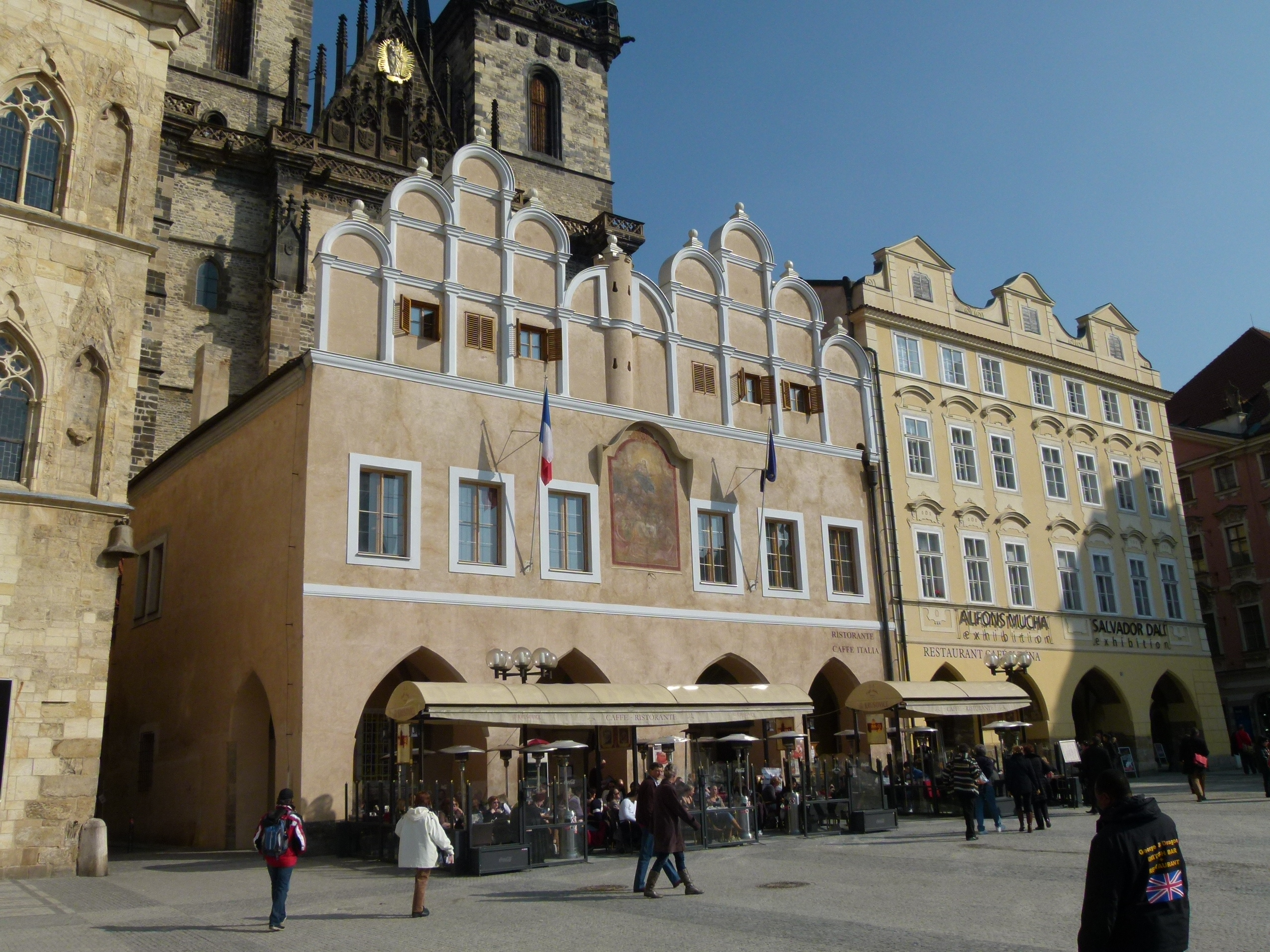
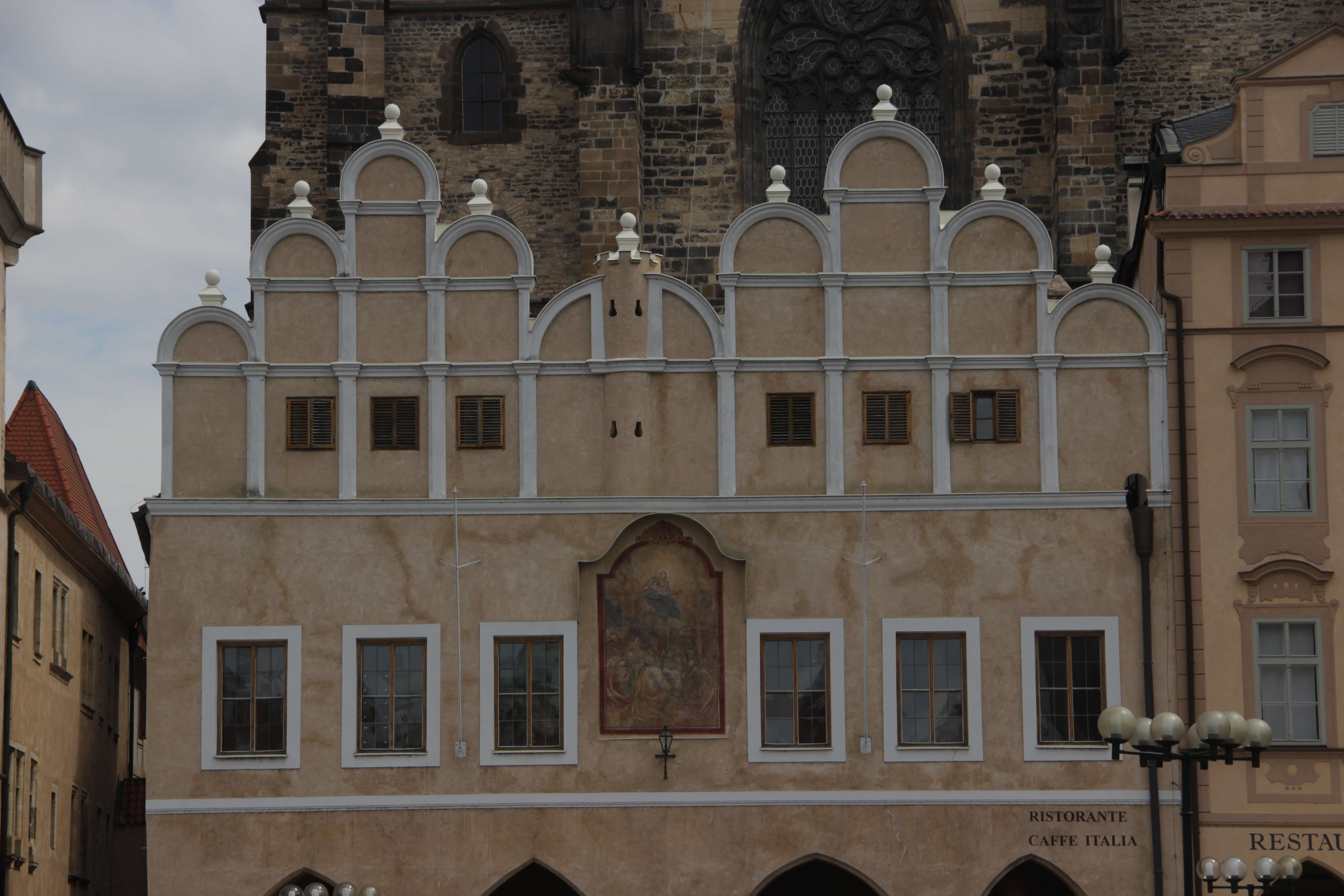
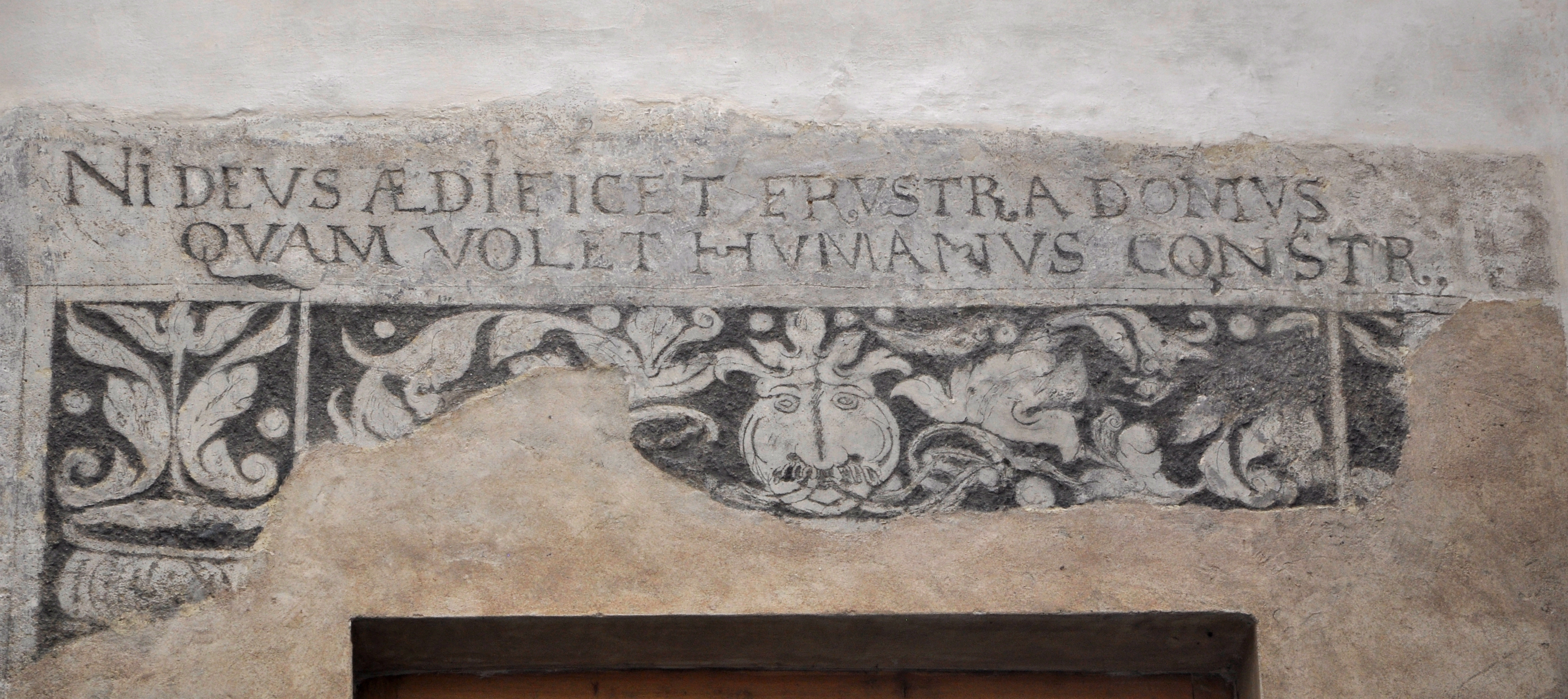